# Philipotabanus tanypterus
Philipotabanus tanypterus är en tvåvingeart som beskrevs av Wilkerson 1979. Philipotabanus tanypterus ingår i släktet Philipotabanus och familjen bromsar.
Artens utbredningsområde är Colombia. Inga underarter finns listade i Catalogue of Life.